# Бабаойо
Бабао́йо (ісп. Babahoyo, ісп. вимова: [baβaˈoʝo]), також відоме як Са́нта-Ри́та-де-Бабао́йо (ісп. Santa Rita de Babahoyo) — місто в Еквадорі, столиця провінції Лос-Ріос і адміністративний центр кантону Бабаойо.

## Географія
Місто Бабаойо розташоване в центрі Прибережного регіону Еквадору біля злиття річок Катарама і Сан-Пабло, які вливаються у річку Бабаойо, яка перетинає місто. Рельєф місцевості рівнинний, висота 8 м над рівнем моря.
На півночі межує з кантоном Урданета, на півдні — з провінцією Гуаяс, на сході — з провінцією Болівар, на заході — з кантоном Баба.

## Клімат
Клімат Бабаойо дощовий тропічний з середньою річною температурою 25,7 °C і середньої кількість опадів понад 2500 мм. Середня вологість повітря впродовж року стала і складає 86,1 %. Близькість океану має значний вплив на клімат місцевості, а Перуанська течія і Ель-Ніньйо — на погоду міста. Пори року слабко виражені. Найтеплішим місяцем є квітень з середньою темпаратурою 23,8  °C, а найхолоднішим — серпень з температурою 22,2 °C. Холодні місяці зазвичай сухі, а дощі приходяться на спекотний період.
| Клімат Бабаойо                             | Клімат Бабаойо | Клімат Бабаойо | Клімат Бабаойо | Клімат Бабаойо | Клімат Бабаойо | Клімат Бабаойо | Клімат Бабаойо | Клімат Бабаойо | Клімат Бабаойо | Клімат Бабаойо | Клімат Бабаойо | Клімат Бабаойо | Клімат Бабаойо |
| Показник                                   | Січ.           | Лют.           | Бер.           | Квіт.          | Трав.          | Черв.          | Лип.           | Серп.          | Вер.           | Жовт.          | Лист.          | Груд.          |                |
| Середній максимум, °C                      | 30,6           | 30,4           | 31,3           | 31,4           | 30,8           | 29,1           | 28,5           | 28,5           | 29,2           | 29,5           | 29,9           | 30,9           |                |
| Середня температура, °C                    | 26,3           | 26,4           | 27,0           | 27,1           | 26,7           | 25,2           | 24,3           | 24,1           | 24,6           | 25,0           | 25,3           | 26,2           |                |
| Середній мінімум, °C                       | 22,4           | 22,9           | 23,4           | 23,3           | 22,9           | 21,6           | 20,7           | 20,4           | 20,6           | 21,0           | 21,2           | 22,0           |                |
| Середня кількість сонячних годин на місяць | 167,4          | 284            | 201,5          | 177            | 139,5          | 96             | 83,7           | 89,9           | 102            | 93             | 105            | 139,5          |                |
| Норма опадів, мм                           | 368.1          | 604.7          | 605.8          | 404.2          | 216.3          | 60.7           | 17.6           | 6.7            | 25.9           | 10.4           | 63.7           | 184.3          |                |
| Днів з опадами                             | 21             | 19             | 21             | 20             | 21             | 21             | 20             | 20             | 20             | 18             | 16             | 19             |                |
| Вологість повітря, %                       | 88             | 88             | 87             | 88             | 88             | 88             | 87             | 85             | 84             | 84             | 82             | 84             |                |
| ------------------------------------------ | -------------- | -------------- | -------------- | -------------- | -------------- | -------------- | -------------- | -------------- | -------------- | -------------- | -------------- | -------------- | -------------- |

## Історія
Землі, де нині знаходится місто Бабаойо, до приходу європейських колонізаторів були заселені племенем бабаую. Назва дослівно означає «темний шуліка», а саме Шуліка-слимакоїд червоноокий — вид птахів, який поширений у цій місцевості. Індіанці бабаую чинили запеклий опір іспанським конкістадорам і лише наприкінці XVI ст. вдалося досягти выдносного миру у регіоні.
Вважається, що місто було засноване 1796 року капітаном Карлосом де Бетембером-і-Платсаеном (ісп. Carlos de Betember y Platzaen) під назвою Санта-Рита, хоча існують документальні підтверждення, що поселення на цьому місці існувало набагато раніше. Спочатку місто розташовувалося на правому березі річки Бабаойо. В колоніальні часи воно мало важливе значення як центр торгівлі між поселення на узбережжі і в горах. Тут знаходилася митниця для контролю за торгівлею між Гуаякілем і гірськими містами Еквадору.
11 жовтня 1820 року Бабаойо проголосило свою незалежність від іспанської корони.
У середині ХІХ ст. розпочався стрімкий розвиток міста і ріст населення завдяки розвитку сільського господарства регіону.
30 березня 1867 року місто було знищене пожежею, після чого влада вирішила перенести його в інше місце — на інший берег річки Сан-Пабло. 27 травня 1869 року вважається датою заснування нового міста.
30 вересня 1948 року Бабаойо отримало статус столиці провінції.
2014 року у місті відкрили автовокзал, що дозволило врегулювати автобусний рух у місті, який до того здійснявався з 16 невеликих автостанцій.

## Населення
Згідно з даними перепису 2022 року населення Бабаойо складає 98 251 жителів. Це 18-те за населенням місто Еквадору. Місто є центром агломерації, до якої також входять навколишні містечка і села. Загальне населення агломерації складає більше 300 тисяч осіб.

## Економіка
Основною галуззю економіки міста Бабаойо є сільське господарство. Місцеве населення здебільшого зайняте у вирощуванні рису, бананів і какао. Також вирощують цукрову тростину, горіхи тагуа, дерево бальса. Тваринництво представлене розведенням свиней і кіз. Також розвинене птахівництво, ловля риби, креветок, молюсків.
Завдяки розвиненому сільському господарству регіону у місті розташовані підприємства харчової промисловості, які займаються переробкою врожаю.
Місто має вигідне розташування на перетині важливих торгових шляхів, тому має розвинену траспортну галузь. 25 тисяч транспортних засобів проїзжають місто щодня.
У місті Бабаойо розвинена сфера послуг, працюють банківські і комерційні установи.

## Галерея

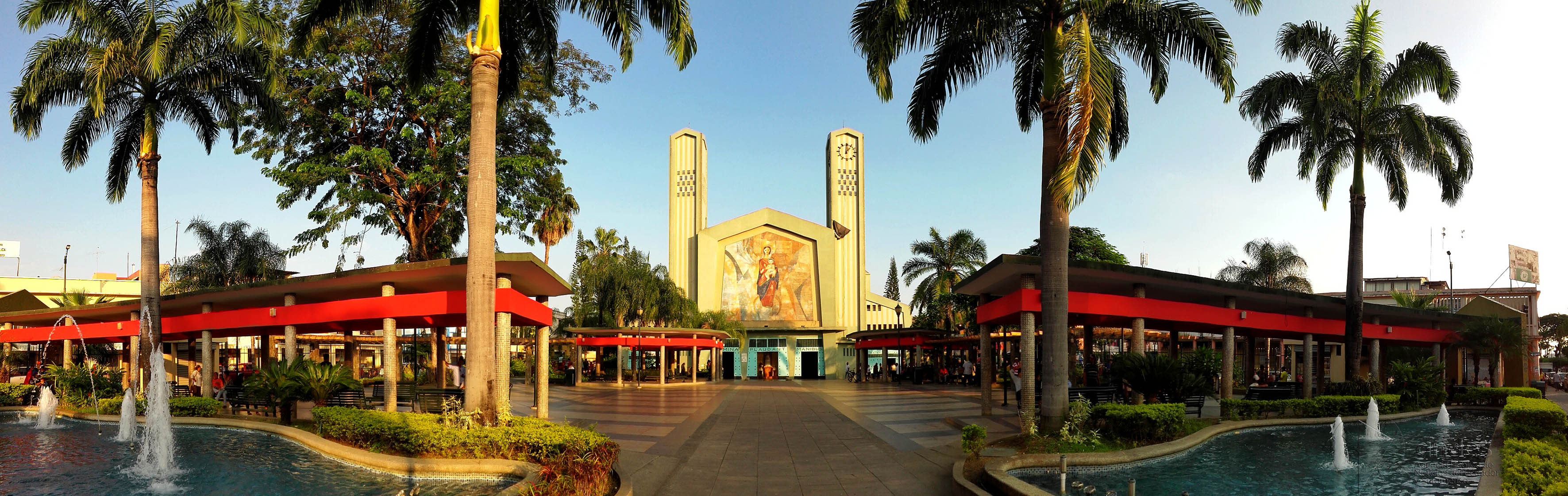
Центр міста
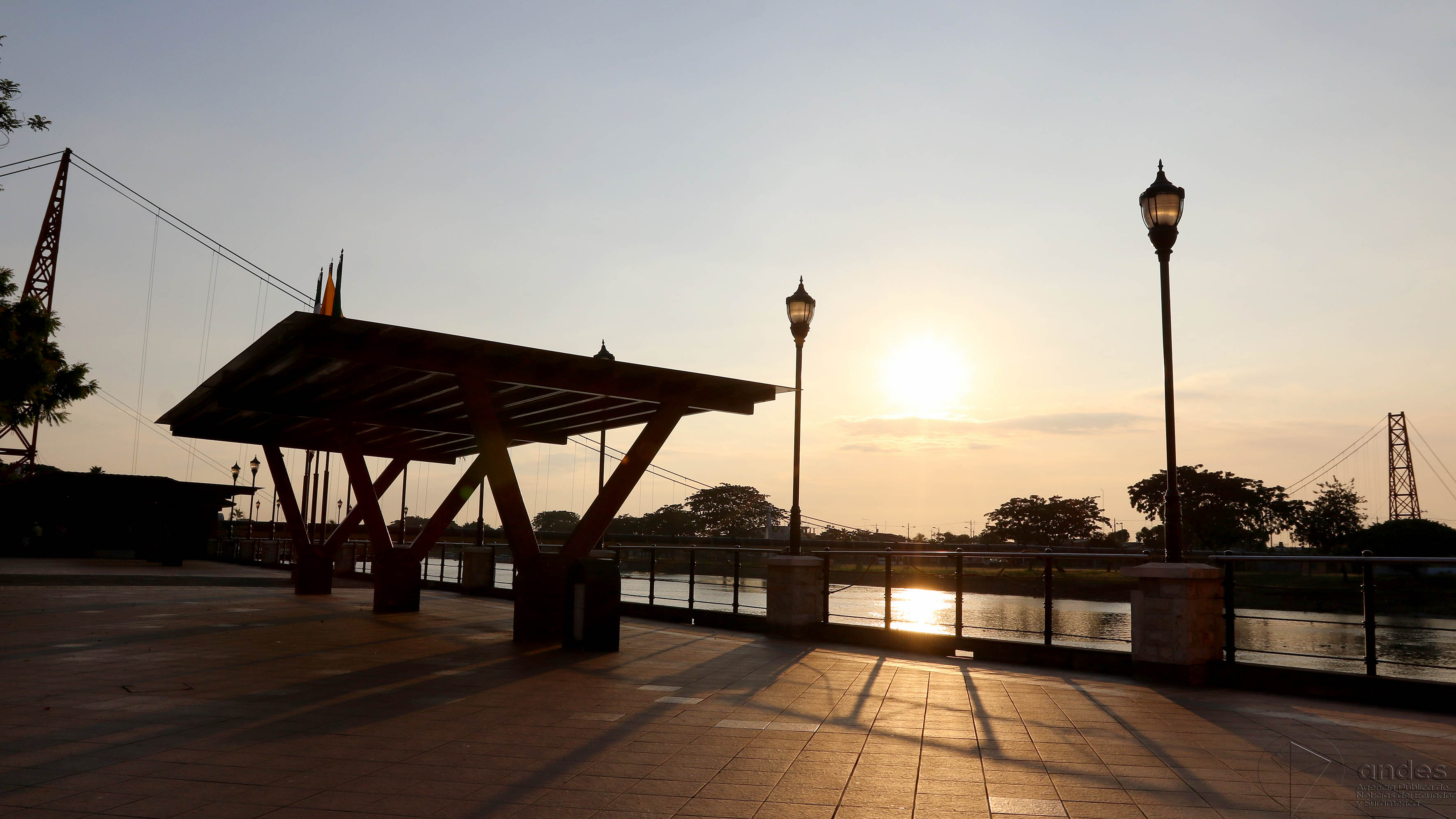
Набережна
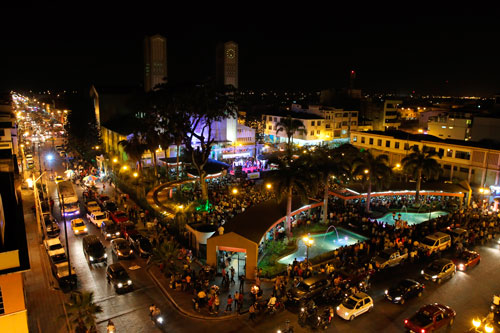
Місто вночі
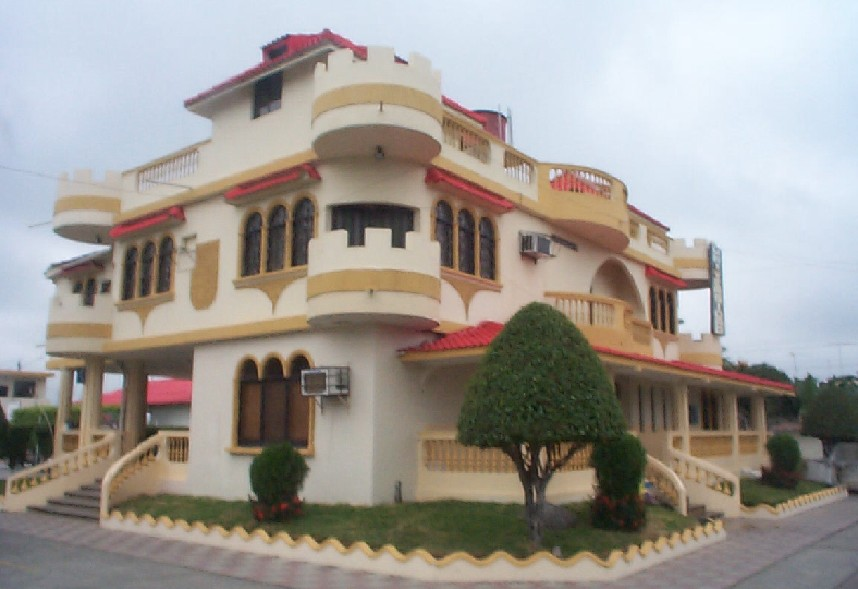
Університет